# 5800 Pollock
5800 Pollock eller 1982 UV1 är en asteroid i huvudbältet som upptäcktes den 16 oktober 1982 av den tjeckiske astronomen Antonín Mrkos vid Kleť-observatoriet i Tjeckien. Den är uppkallad efter den amerikanske målaren Jackson Pollock.
Asteroiden har en diameter på ungefär 10 kilometer.